# Harry Winblad
Harry William Winblad, född 29 april 1923 i Göteborgs Karl Johans församling i Göteborgs och Bohus län, död 25 juni 2017 i Östersunds distrikt i Jämtlands län, var en svensk militär.

## Biografi
Winblad avlade officersexamen vid Krigsflygskolan 1951 och utnämndes samma år till fänrik vid Hallands flygflottilj. Han befordrades till löjtnant 1953, varefter han gick Stabskursen vid Flygkrigshögskolan, befordrades till kapten 1961, tjänstgjorde vid Första flygeskadern samt befordrades till major 1964 och överstelöjtnant 1968. Åren 1970–1973 var han chef för Planeringsavdelningen vid Försvarsstaben. Han befordrades 1973 till överste och var 1973–1977 chef för Jämtlands flygflottilj (tillika chef för sektor N3). År 1977 befordrades han till överste av första graden, varpå han 1977–1979 var flyginspektör i staben vid Övre Norrlands militärområde. Han var 1979–1981 souschef i staben vid Nedre Norrlands militärområde och stabschef där 1981–1983. Winblad lämnade försvarsmakten 1983.
Winblad var en skicklig pilot och under åren i flygande befattningar framförde han flygplanen North American P-51 Mustang, de Havilland Vampire, Saab 32 Lansen och Saab 35 Draken.
Harry Winblad invaldes som ledamot av Kungliga Krigsvetenskapsakademien 1972.
Harry Winblad var gift med Margot Axéll (född 1925) och de fick två söner. Han är gravsatt i minneslunden på Frösön.

### Utmärkelser
- Riddare av Svärdsorden, 15 november 1968.[9]